# Naselje u Hrvatskoj
Naselje u Hrvatskoj jest treća razina prostorne podjele države i obično se odnosi na postojeće ili nekadašnje ljudske naseobine. Gradovi i općine u Hrvatskoj druga su razina i prostorne i administrativne podjele, a sastoje se od jednog ili više naselja. Naselje može biti dio samo jedne prostorne cjeline drugoga stupnja, čiji je teritorij zbroj međusobno isključivih teritorija pripadnih naselja. U administrativnom smislu, gradovi i općine predstavljaju drugi stupanj lokalne samouprave i nazivaju se jedinice lokalne samouprave, a neke od svojih funkcija delegiraju na jedinice mjesne samouprave, što su u pravilu gradski kotarevi, gradske četvrti, mjesni odbori. Sâm Ustav Republike Hrvatske dopušta da naselje ili njegov dio formira neki oblik mjesne samouprave. Prvi stupanj prostorne i administrativne podjele Hrvatske jesu županije, a prema Ustavu predstavljaju jedinice područne (regionalne) samouprave.
Državni zavod za statistiku objavljuje podatke o popisu stanovništva na temelju službenih podataka o naseljima iz Registra prostornih jedinica Državne geodetske uprave. Godine 2024. u Hrvatskoj su postojala 6754 naselja.
Ruralno pojedinačno naselje zove se selo. Općine u Hrvatskoj obično čini jedno središnje naselje po kojemu je općina nazvana i jedno ili više urbanih ili ruralnih naselja. Grad obično uključuje istoimeno veće naselje i više prigradskih ili seoskih naselja.
Metodologija određivanja granica naselja u Hrvatskoj bitno se promijenila u prvome desetljeću nakon Drugog svjetskog rata: u popisu stanovništva 1948. godine broj naselja bio je 12 044, dok je u popisu 1953. smanjen na 6704 naselja. Tadašnja definicija naselja bila je naseljeno mjesto s posebnim nazivom. Samostalno naselje bilo je naselje koje ima vlastiti teritorij, a nesamostalno ono koje je bilo unutar drugoga teritorija. Neovisna su naselja uključivala gradove, trgovišta, sela i mjesta gdje su ljudi bili naseljeni.